# Ziegenrück (Münchberg)
Ziegenrück ist ein Gemeindeteil der Stadt Münchberg im Landkreis Hof (Oberfranken, Bayern). Ziegenrück liegt in der Gemarkung Poppenreuth.

## Geografie
Südlich der Einöde grenzt ein Waldgebiet an, ansonsten ist das Anwesen von Acker- und Grünland umgeben. Eine Gemeindeverbindungsstraße führt nach Obersauerhof (0,6 km südwestlich) bzw. nach Ahornis (0,5 km östlich).

## Geschichte
Ziegenrück wurde in der ersten Hälfte des 19. Jahrhunderts auf dem Gemeindegebiet von Wüstenselbitz gegründet. Das Anwesen trug die Hausnummer 52 von Ahornis. 1848 kam Ziegenrück an die neu gebildete Ruralgemeinde Poppenreuth. Im Zuge der Gebietsreform in Bayern wurde Ziegenrück am 1. Juli 1972 nach Münchberg eingemeindet.

### Einwohnerentwicklung
| Jahr      | 1861  | 1871   | 1885   | 1900   | 1925   | 1950   | 1961   | 1970   | 1987  |
| Einwohner | 12    | 12     | 7      | 3      | 5      | 4      | 3      | 4      | 5     |
| Häuser    |       |        | 1      | 1      | 1      | 1      | 1      |        | 1     |
| Quelle    | [ 9 ] | [ 10 ] | [ 11 ] | [ 12 ] | [ 13 ] | [ 14 ] | [ 15 ] | [ 16 ] | [ 1 ] |

## Religion
Ziegenrück war ursprünglich nach  St. Peter und Paul (Münchberg) gepfarrt und evangelisch-lutherisch geprägt. Seit den 1930er Jahren gehört Ziegenrück zur Pfarrei Ahornis.